# Do not go gentle into that good night
Do not go gentle into that good night («No entres dócilmente en esa buena noche», en español) es un poema en forma de villanelle y la obra más famosa del poeta galés Dylan Thomas. Aunque se publicó por primera vez en la revista Botteghe Oscure en 1951, Dylan Thomas en realidad lo escribió en 1947, cuando se hallaba en Florencia con su familia. Se publicó, junto con otras historias escritas antes, como parte de su In Country Sleep, And Other Poems, en 1952.
Se ha sugerido que Thomas lo dedicó a su padre moribundo, a pesar de que este no murió sino hasta justo antes de la Navidad de 1952. No tiene ningún título con excepción de su primera línea, «Do not go gentle into that good night», que aparece como estribillo a lo largo del poema. Su otro estribillo es «Rage, rage against the dying of the light».

## Uso en la cultura popular
- El trovador español Rafa Bocero ha musicalizado el poema, y trasladado varios versos al español. Llegando a presentar la canción en la casa natal de Dylan Thomas en Swansea.
- Sirvió como texto para In Memoriam Dylan Thomas (1954) para tenor y conjunto de cámara, de Ígor Stravinski. La pieza se escribió poco después de la muerte de Thomas y se estrenó en 1954.[4]
- Fue la inspiración para tres obras (1954, 1956 y 1965) de Ceri Richards, pintor nacido en Swansea.[5]
- Aparece citado en la novela El corazón del cometa, novela publicada en 1986 por David Brin y Gregory Benford.
- El título de la novela/poema No entres tan deprisa en esa noche oscura, de Antonio Lobo Antunes, está inspirado y hace referencia a este poema.
- Es recitado por el personaje Thornton Melon, interpretado por Rodney Dangerfield, en la película Back to School, de 1986, donde su profesor de inglés le hace recitarlo para inspirarlo a completar un examen.[6]
- Es cantado por John Cale en su álbum Words for the Dying, de 1989.[7]
- Es citado por Gene Hackman en la película Loose Cannons, de 1990.
- Es citado por la banda Chumbawamba en su canción «Rage», que aparece en su álbum Anarchy, de 1994.
- Aparece en la película Mentes peligrosas, de 1995.
- En la película Independence Day, de 1996, el presidente da un discurso conmovedor, mientras se prepara para liderar el ataque en contra de los invasores alienígenas, adaptando la línea de Thomas: «We will not go quietly into the night» («No nos vamos a ir tranquilamente en la noche»).[8]
- Se recita casi al final de la canción «Two-Twenty-Nine», pista 11 del álbum So Far from Home (2000), de la banda Brave Saint Saturn.
- En el episodio del 2000 «Fore, Father» de la serie animada Padre de familia, el personaje Stewie Griffin, enfermo, se dice: «Lucha, Stewie, lucha contra ella: «No entres dócilmente en esa buena noche», para citar a Bob Dylan. Espera, no, espera... Dylan Thomas».
- Es utilizado por el personaje Declan, interpretado por Ewen Bremner, en la película El tesoro del Amazonas, del 2003.
- Es la inspiración para la canción de Anaal Nathrakh «Rage, Rage Against the Dying of the Light», que aparece en su álbum del 2004 Domine Non Es Dignus.
- El Décimo Doctor lo cita en el episodio del 2007 "El código Shakespeare", de la serie Doctor Who, donde le advierte a William Shakespeare que no puede utilizarlo porque es «de otra persona».
- Se hace referencia en el libro del 2010 Juntos, el primero en la trilogía de novelas de Ally Condie. Cassia lo recibe de su abuelo, y más tarde lo destruye. También se cita en los otros libros de la trilogía, Cruzados y Alcanzados.
- El título se utiliza como el nombre de un episodio del 2011 de la serie de televisión The Vampire Diaries.
- La primera línea se cita en la serie Adventure Time, de la princesa Bubblegum, en el episodio del 2013 «Sky Witch».
- Se menciona en la canción «Sudden Life», de Rise Against, en su álbum The Black Market, del 2014.
- La línea «rage against the dying of the light» se menciona en la canción "Even My Dad Does Sometimes", de Ed Sheeran.
- La canción "Lightkeeper", de Bo Bruce, hace referencia al poema en su línea «rage against the dying of your light» («rabia contra la muerte de tu luz»).[9]
- Aatrox, un personaje del videojuego League of Legends (2009), incluye «rage against the dying of the light» como una de sus citas.
- El epitafio de Amy Dyer hace referencia al poema en el segundo episodio de la serie de la BBC Three In the Flesh.
- La línea de «don't go gentle into the good night, rage on against the dying light» se utiliza al final de la canción "Somebody to Die For", escrita e interpretada por el dúo británico Hurts, en su segundo álbum de estudio Exile (2013).
- El dibujante Dave Kellett lo utiliza para ilustrar las dificultades de llevar a los niños a ir a la cama, en su cómic Sheldon.[10]
- Es utilizado en repetidas ocasiones por el profesor John Brand, personaje interpretado por Michael Caine, en la película Interstellar (2014).[6][11]
- Fue utilizado por Frank Gallagher en la serie estadounidense Shameless.
- Aparece en el anuncio de televisión del 2015 para WWE 2K15, narrado por John Cena.
- Fue utilizado por Mitchell Pritchet en la serie estadounidense Modern Familydurante el capítulo número seis, de la octava temporada.
- Aparecen referencias al poema en el estribillo de la canción "Yeah" del quinto álbum de estudio "Holding Onto Strings Better Left to Fray" (2011) de la banda sudafricana Seether.
- En el juego de video Project Zomboid, cuando tienes la barra de vida en estado crítico, se hace mención, "No entres docilmente a esa buena noche"